# Henri II de Sassenage
Henri II de Sassenage, appelé aussi Henri Le Roux, né vers 1381 et mort en 1424, fut baron de Sassenage de 1399 à sa mort. Il était fils d'Aymar de Sassenage (frère du baron François II) et d'Humilie Aynard.

## Histoire
Lorsque le baron François II de Sassenage meurt en 1399, son mariage avec Alix de Châlon ne laisse aucune descendance mâle. Ayant remarqué les qualités de son neveu Henri, François l'instaure héritier de la baronnie.
Intégré au Conseil du roi Charles VI, Henri le Roux se voit nommer en 1416 gouverneur du Dauphiné. Il prête serment à Grenoble le 7 juin 1417.
En tant que gouverneur, il préside à deux réformes des monnaies dauphinoises (août 1417 et avril 1418) et se fait confirmer par Déclaration royale (5 juin 1418) le droit exclusif de choisir les changeurs de monnaies. En 1404, Louis II de Poitiers, comte de Valentinois et Diois, pressé par ses nombreux créanciers, avait tenté de vendre son comté à la couronne de France tout en s'en réservant la jouissance sa vie durant ; la France ayant éprouvé quelques difficultés à réunir la somme demandée, il faudra attendre le legs de 1419 pour que le comté soit intégré au Dauphiné, aux mêmes conditions de gouvernement que le reste de cette province. Henri II de Sassenage présidera à la mise en œuvre de ce legs et au paiement des indemnités afférentes en direction des héritiers testamentaires de Louis de Poitiers.
S'inquiétant pour un vœu fait quelques années plus tôt, Henri le Roux demande à être démis de ses fonctions de gouverneur en 1420 afin de réaliser un pèlerinage à Jérusalem.
À son retour, il s'investit au côté du roi Charles VII contre la menace anglaise et trouve la mort en 1424 à la bataille de Verneuil, à la tête de troupes dauphinoises.

## Famille
Il épouse en 1411 Antoinette de Saluces (née v. 1392), fille de Hugues de Saluces seigneur de Montjay-Sanfront et de Marguerite des Baux dame de Suze.
Le mariage a lieu à Romans, en présence des oncles d'Antoinette, Pierre évêque de Mende et Amédée, cardinal, camerlingue d'Avignon et évêque de Valence et de Die, ainsi que Guigues de Sassenage de Montrigaud, un cousin d'une autre branche des Sassenage. Antoinette amène en dot les droits de sa mère sur Suze. Une fille, Marguerite, est issue de ce mariage.
À sa mort, Henri le Roux institue son frère cadet Albert et son neveu François comme héritiers de la baronnie. Antoinette se remariera en 1426 avec Louis de La Baume-Suze. Les droits sur Suze quittent alors la baronnie de Sassenage.
À la mort du baron François III de Sassenage en 1447, son second fils Jacques reprend la baronnie (Louis, l'aîné, étant mort sans héritier en 1438). Il sera successivement chambellan, Premier écuyer et conseiller de Louis XI ; il commandera l'arrière-ban du Dauphiné dans l'avant-garde de la bataille de Montlhéry en 1467.